# Dominik Józef Pruszyński
Dominik Józef Pruszyński herbu Rawicz – skarbnik kijowski w latach 1787–1794, horodniczy owrucki w latach 1766–1787.
Był komisarzem Sejmu Czteroletniego z powiatu kijowskiego województwa kijowskiego do szacowania intrat dóbr ziemskich w 1789 roku.